# M. Peabody et Sherman : Les Voyages dans le temps
Pour plus de détails, voir Fiche technique et Distribution.
M. Peabody et Sherman : Les Voyages dans le temps, ou M. Peabody et Sherman au Québec (Mr. Peabody & Sherman), est un film d'animation américain des studios DreamWorks Animation, réalisé par Rob Minkoff et sorti en 2014, basé sur la série animée des années 1960, Peabody's Improbable History créée par Ted Key. 
Malgré des critiques positives, le film est un échec commercial.
Une série télévisée basée sur le film, intitulée Le Show de M. Peabody et Sherman, a été diffusée sur Netflix.

## Synopsis
M. Peabody est le chien le plus intelligent au monde. Il est à la fois lauréat du prix Nobel, champion olympique, grand chef cuisinier. Mais il est aussi père du jeune Sherman qu'il a trouvé abandonné dans un carton, il prépare ce dernier à entrer à l'école élémentaire malgré ses craintes naturelles qui se voient vite justifiées : provoqué par la jeune Penny qui s'est moquée de lui à vouloir le faire passer pour un chien, Sherman a fini par la mordre au bras, ce qui attire l'attention de madame Grunion, chargée de la protection de l'enfance et qui n'a jamais accepté le fait qu'un chien puisse adopter un garçon. Menacé de se voir retirer son droit à l'adoption, Peabody invite les parents de Penny et cette dernière à un repas afin de mieux faire connaissance. Penny ignore totalement Sherman dans la chambre jusqu'à ce que Sherman gaffe et révèle à cette dernière l'existence du Chronomat, la machine à voyager dans le temps de son père.
Peabody, après bien des essais, arrive à convaincre le père de Penny du bien-fondé de sa relation avec Sherman mais ce dernier arrive, paniqué, et fait comprendre à son père que Penny est isolée dans l’Égypte antique. Peabody hypnotise les parents de Penny pour se donner le temps d'aller chercher Penny.
Dans l’Égypte ancienne, Peabody retrouve Penny fiancée au jeune Toutankhamon. Subjuguée par ce dernier, Penny refuse de repartir avant de changer d'avis quand elle apprend qu'à la mort de ce dernier, elle sera sacrifiée pour l'accompagner dans l'éternité. Prisonniers d'une tombe, Peabody et Sherman s'en échappent et se font passer pour le dieu Anubis afin d'interrompre la cérémonie. La statue d'Anubis se brise cependant à la suite d'une maladresse de Sherman et le trio arrive à fuir et à repartir en catastrophe vers le futur. Mais l'appareil tombe en panne d'énergie, ce qui impose une escale au moment de la Renaissance ou Peabody retrouve Léonard de Vinci, un vieil ami à lui, qui accepte de construire un mécanisme afin de donner à la sphère l'énergie nécessaire pour repartir. Dans l'attente, Sherman et Penny font vraiment connaissance et Peabody comprend que Sherman est amoureux de la jeune fille, ce qui le ravit et l'effraie également.
Repartis vers leur époque, la machine de Peabody est prise dans l'attraction d'un trou noir et ce dernier doit déclencher une procédure d'urgence pour éviter d'être englouti. La manœuvre réussit mais renvoie la machine au moment de la guerre de Troie. Voir que son père se refuse toujours à lui faire confiance, Sherman quitte ses amis et s'engage auprès des Grecs qui viennent de construire le célèbre Cheval. Croyant à un grand jeu, Sherman se retrouve au milieu des combats mais il comprend vite les vrais dangers qu'il court. Peabody arrive à le sauver malgré tout, lui faisant comprendre que le rôle premier d'un parent est de protéger l'enfant aussi de lui-même. Dans leur fuite, ils embarquent dans le cheval mais ce dernier chute d'une falaise. Sherman et Penny sont sain et sauf grâce à Peabody qui s'est sacrifié pour les éjecter à temps. Effondré, Sherman décide d'essayer de sauver son père en retournant à un moment ou il s'est déjà rendu, désobéissant à une règle fondamentale du voyage dans le temps. Il regagne l'appartement de Peabody peu de temps avant que Sherman ne l'informe du naufrage de Penny en Égypte. Lui et Penny expliquent rapidement à Peabody le sort funeste qui l'attend et la situation se complique quand le premier Sherman qui doit avertir son père du départ de Penny vers l’Égypte sort de l'ascenseur. Peabody exige que les deux Sherman ne se touchent sous aucun prétexte sous peine de causer de graves dommages au cours du temps. Sur ces entrefaites, le Peabody perdu à Troie revient lui aussi par l'ascenseur, expliquant qu'il s'est éjecté à temps du cheval en chute et qu'il est en retard à cause d'une machine primitive construite avec les moyens du bord.
Pour tout compliquer encore, madame Grunion arrive et constatant l'existence de deux Sherman et de deux Peabody, elle estime que ce dernier fait courir à Sherman un grand danger et retire à Peabody son statut de parent. Dans la confusion qui suit, les Sherman et Peabody se touchent et fusionnent finalement. Ce qui a pour effet de déchirer le temps et de faire venir des figures et des éléments du passé dans le présent. Les guerriers de Troie, De Vinci, Robespierre font ainsi leur apparition et sèment la pagaille.
Grunion ignore les suppliques de Penny et de ses parents et enlève Sherman. Pris de colère, Peabody mord Grunion au bras. Cette dernière, ayant enfin une preuve, appelle la police et Peabody s'enfuit avec Sherman et Penny dans sa sphère temporelle. Peabody constate avec effroi que le temps déchiré ne permet plus le voyage vers le passé pour empêcher tout cela d'arriver. Manquant d'énergie, la machine s'écrase non loin de là et la police cerne le groupe. Peabody déclare qu'il est le seul à pouvoir tout réparer mais Grunion annonce ravie qu'elle va le faire euthanasier pour l'avoir mordue.
George Washington et Abraham Lincoln, qui connaissent Peabody, intercèdent en sa faveur et proclament de droit un pardon présidentiel en faveur de Peabody qui est relâché à la grande colère de Grunion. Peabody et les savants du passé rassemblés réfléchissent à la façon de réparer le temps détruit mais c'est Sherman qui trouve la solution, en estimant que si le passé est inaccessible, il faut aller vers le futur. Peabody valide la théorie en expliquant que l'effet boomerang permettra de réparer la déchirure, même avec un voyage de quelques secondes uniquement. Peabody accepte de faire enfin confiance à Sherman et lui laisse le soin de piloter la machine pendant qu'il reprogramme son engin.
L'appareil est poussé à ses limites extrêmes mais la manœuvre réussit. Le vortex se referme en reprenant tout ce qui vient du passé. Tombé amoureux de Grunion, le Grec Agamemnon l'emporte avec lui dans la Grèce antique, libérant du même coup Peabody de toute menace de perdre son enfant.
Le lendemain, Peabody accompagne son fils à l’école. Et après qu’ils ont fait un câlin, Peabody regarde le public en disant « Ça n' fait pas d'doute, tous les chiens devraient avoir un fils. »
Pour finir avant le générique de fin, les personnages du passé ont emporté des souvenirs du futur et alors que Agamemnon se marie avec Grunion.

## Fiche technique
- Titre original : Mr. Peabody & Sherman
- Titre français : M. Peabody et Sherman : Les Voyages dans le temps
- Titre québécois : M. Peabody et Sherman
- Réalisation : Rob Minkoff
- Scénario : Craig Wright, basé sur la série animée Peabody's Improbable History créée par Ted Key
- Musique : Danny Elfman[1]
- Montage : Michael Andrews
- Production : Alex Schwart et Denise Nolan Cascino
- Production exécutive : Tiffany Ward, Eric Ellenbogen et Jason Clark
- Société de production : DreamWorks Animation
- Société de distribution : 20th Century Fox
- Pays de production :  États-Unis
- Langue originale : anglais
- Format : couleur — 1,85:1 — son Dolby Digital
- Genre : animation
- Durée : 92 minutes
- Budget : 145 millions dollars
- Dates de sortie :
  - Royaume-Uni, Irlande : 7 février 2014
  - France, Belgique : 12 février 2014
  - Suisse romande : 26 février 2014
  - États-Unis, Canada : 7 mars 2014

## Distribution

### Voix originales
- Ty Burrell : M. Peabody
- Max Charles : Sherman
- Ariel Winter : Penny Peterson
- Stephen Colbert : Paul Peterson
- Leslie Mann : Patty Peterson
- Allison Janney : Mlle Grunion
- Patrick Warburton : Agamemnon
- Zach Callison : Toutânkhamon
- Stanley Tucci : Léonard de Vinci
- Lake Bell : Mona Lisa
- Mel Brooks : Albert Einstein
- Jason Segel : Maximilien de Robespierre
- Joshua Rush : Carl
- Karan Brar : Mason
- Dennis Haysbert : le juge

### Voix françaises
- Guillaume Gallienne : M. Peabody
- Jules Timmerman :  Sherman
- Garance Pauwels : Penny Peterson
- Vincent Ropion : Paul Peterson
- Marie-Eugénie Maréchal : Patty Peterson
- Pauline Larrieu : Mlle Grunion
- Frédéric Souterelle : Agamemnon
- Salvatore Ingoglia : Léonard de Vinci
- Gabriella Bonavera : Mona Lisa
- Omar Yami : Ay
- Charles Germain : le révérend français
- Sami Bouzid : Carl
- Thierry Desroses : le juge
- Louis Garrel : Maximilien de Robespierre

Version française
- Studio de doublage : Dubbing Brothers
- Direction artistique : Virginie Méry
- Adaptation des dialogues : Agnès Dusautoir

Source : Version française (V. F.) sur RS Doublage et AlloDoublage

### Voix québécoises
- Frédéric Desager : M. Peabody
- Xavier Laplante : Sherman
- Noémie P. Charbonneau : Penny Peterson
- Yves Soutière : Paul Peterson
- Viviane Pacal : Patty Peterson
- Madeleine Arsenault : Mme Grunion
- Tristan Harvey : Agamemnon
- Louis-Julien Durso : Toutânkhamon
- Manuel Tadros : Léonard de Vinci
- Denis Mercier : Ay
- François Caffiaux : Maximilien de Robespierre
- Julie Burroughs : Marie-Antoinette

Source : Version québécoise (V. Q.) sur Doublage Québec et générique

## Production
Les plans pour un film mettant en vedette M. Peabody et Sherman existaient depuis plusieurs années par le réalisateur Rob Minkoff. Sa première tentative de faire un long métrage remonte à 2003, lorsqu'il a été rapporté que la société de production basée à Sony de Minkoff, Sprocketdyne Entertainment et Bullwinkle Studios, produiraient un film live-action réelle/CG, avec la possibilité que Minkoff le réalise. À l’origine, le film devait être produit par Walden Media, mais le studio est déjà occupé avec la saga Le Monde de Narnia.  
Le film n'a pas été réalisé, mais en 2006, Minkoff a rejoint DreamWorks Animation pour réaliser son projet. Ce film marque le retour de Minkoff dans l’animation, 20 ans après Le Roi Lion. Andrew Kurtzman était prêt à écrire le scénario, basé sur l’idée développé par Minkoff avec son partenaire producteur de longue date Jason Clark. Le scénario final a été écrit par Craig Wright, avec des révisions par Robert Ben Garant et Thomas Lennon.
Tiffany Ward, fille de Jay Ward, l'un des créateurs de la série originale, est productrice exécutive, dont le travail était de s'assurer que le film restait « fidèle à l'intégrité des personnages ». Lorsqu'elle a été approchée par Minkoff dix ans avant la sortie du film, elle a été enthousiasmée par son intention de respecter l'héritage : « Quel meilleur gardien pour les personnages pourrions-nous demander que Rob. » Le processus visant à rendre l'adaptation « parfaite » leur a pris beaucoup de temps, mais elle était satisfaite du résultat final, qui est resté « très fidèle au dessin animé original ».

## Accueil

### Réception critique
Les critiques sont plutôt positives. Le film a une cote d'approbation de 81 % sur la base de 137 avis professionnels sur Rotten Tomatoes, avec une note moyenne de 6,7/10. Le consensus critique du site se lit comme suit : « M. Peabody & Sherman offre un éclat étonnamment divertissant de plaisir coloré pour tous les âges, malgré son matériel source daté et son intrigue plutôt alambiquée. » Metacritic (qui utilise une moyenne pondérée) a attribué à M. Peabody & Sherman une note de 59 sur 100 sur la base de 34 critiques, indiquant des « critiques mixtes ou moyennes ».[Le public interrogé par CinemaScore a donné au film une note moyenne de "A" sur une échelle de A+ à F.
Sur le site AlloCiné, la presse lui donne une moyenne de 3,5/5 pour 20 critiques et les spectateurs une moyenne de 3,9/5 pour une moyenne de 1 635 notes dont 234 critiques.

### Box-office
| Pays ou région | Box-office        | Date d'arrêt du box-office | Nombre de semaines |
| -------------- | ----------------- | -------------------------- | ------------------ |
| États-Unis     | 111 463 227 $,    | 20 août 2014               | 24                 |
| France         | 1 402 591 entrées | 24 juin 2014               | 18                 |
| Monde          | 268 750 244 $     | 20 août 2014               | -                  |

Le film a rapporté 111,5 millions de dollars aux États-Unis et au Canada, et 164,2 millions de dollars dans d'autres pays, pour un total mondial de 275,7 millions de dollars. Avec un budget de 145 millions de dollars, le film est un échec commercial en territoire Amérique, forçant DreamWorks Animation à prendre une aie de 57 millions de dollars au nom du film.

## Anecdotes
- En Égypte antique, lorsque Peabody et Sherman sont jette dans un tombeau égyptien, la scène fait référence à celle de Les Aventuriers de l'arche perdue ou Indiana Jones et Marion se retrouve enfermé dans le Puits des âmes.
- Quand Peabody trouve un passage pour trouver la sortie du tombeau, il dit « Ah ah », référence à Lara Croft où elle prononce ce mot quand elle trouve un objet, dans le jeux vidéo Tomb Raider 2.
- Robert Downey Jr. devait à l'origine prêter sa voix au personnage de Mr. Peabody[réf. nécessaire], mais il était en tournage pour le film Avenger. C'est donc finalement Ty Burrell qui l'a remplacé.
- La musique que Peabody danse avec les parents de Penny, est celle du film Brazil de Terry Gilliam.
- Quand Peabody et Sherman se dirige vers le vortex en pilotent le Chronomat, on peut apercevoir le Titanic chuter.
- Dans Retour vers le futur, quand Marty McFly arrive en 1955 et rencontre la famille Peabody, le film fait référence au dessin animé des années 1960, car le père s'appelle Peabody et le fils Sherman. Le film de Robert Zemeckis, ainsi que celui de Rob Minkoff, ont pour thème principal le voyage dans le temps.